# Sharp Stick
Pour plus de détails, voir Fiche technique et Distribution.
Sharp Stick est une comédie américaine écrite, réalisée et produite par Lena Dunham et sortie en 2022.
Film indépendant, il est présenté en première au Festival du film de Sundance 2022. 

## Synopsis
Sarah Jo, 26 ans, quelque peu naïve, vit avec sa mère et sa sœur à la périphérie d'Hollywood.

## Fiche technique
- Titre original : Sharp Stick
- Réalisation : Lena Dunham
- Scénario : Lena Dunham
- Photographie : Ashley Connor
- Montage : Catrin Hedström
- Musique :
- Pays d'origine : États-Unis
- Langue originale : anglais
- Format : couleur
- Genre : comédie
- Durée : 86 minutes
- Dates de sortie :   
  - États-Unis : 22 janvier 2022 (Festival du film de Sundance)

## Distribution
- Kristine Frøseth : Sarah Jo
- Jon Bernthal : Josh
- Luka Sabbat : Arvin
- Scott Speedman : Vance Leroy
- Lena Dunham : Heather
- Ebon Moss-Bachrach : Yuli
- Taylour Paige : Treina
- Jennifer Jason Leigh : Marilyn
- Liam Michel Saux : Zach
- Janicza Bravo : Mercedes
- Ben Sidell : Jace
- Tommy Dorfman : barman (Tali)
- Steve Hart : Mark
- Margaux Rust : fille inconnue
- Patrick McLain : partenaire sexuel
- Lisa Costanza : officier de police (non créditée)
- Victoria De Mare : Amber (non créditée)
- Stephen Saux : ergothérapeute (non crédité)